# Абаканович, Пётр
Пётр Абакано́вич (пол. Piotr Abakanowicz; 21 июня 1890, Варшава, Царство Польское, Российская империя — 1 июня 1948, Вронки, Польская республика) — военный деятель, лётчик российской и польской армий, участник вооружённой борьбы в Польше.

## Биография
Представитель знатного польского дворянского рода герба Абданк. Родился в семье гвардейского офицера царской армии.
Окончил Владимирский Киевский кадетский корпус (1910) и Павловское военное училище (1912), откуда выпущен был подпоручиком в 48-й пехотный Одесский полк. 9 августа 1913 года переведён в лейб-гвардии Волынский полк.

## Первая Мировая война
С началом Первой мировой войны участвовал в боях на территории Восточной Пруссии. В ноябре 1914 года ранен пулей в левое предплечье. Эвакуирован в 1-й Варшавский госпиталь Красного Креста.
Высочайшим приказом лейб-гвардии подпоручик  Лейб-гвардии Волынского  полка Пётр Абаканович награждён орденом Св. Анны IV-й степени (Аннинское оружие).
В марте 1915 года лейб-гвардии подпоручик  Лейб-гвардии Волынского  полка Пётр Абаканович награждён орденом Св. Анны III-й степени с мечами и бантом.
Высочайшим приказом лейб-гвардии подпоручик  Лейб-гвардии Волынского  полка Пётр Абаканович в мае 1915 года награждён орденом Святого Станислава II-й степени с мечами.
В декабре 1915 года лейб-гвардии подпоручик  Лейб-гвардии Волынского  полка Пётр Абаканович награждён орденом Святого Станислава 3-й степени с мечами и бантом. В 1915 году за военные заслуги получил звание капитана.
В июле 1916 года контужен. В августе 1916 года по собственному желанию был переведён в авиацию. В декабре 1916 года после окончания школы военных лётчиков направлен в Англию на курсы пилотов-инструкторов.
В марте 1917 года лейб-гвардии штабс-капитан Лейб-гвардии Волынского  полка Пётр Абаканович, прикомандированный к 2-му сводно-гвардейскому запасному батальону, награждён орденом Св. Анны II-й степени.
Получил лётную лицензию 20 ноября 1917 года в Гатчине.

## Гражданская война
В январе 1918 года вступил в 1-й Польский Корпус под командованием генерала И. Довбор-Мусницкого. Сначала служил в пехоте, а потом перешёл в авиацию. Сформировал и командовал эскадрильей из 16 самолётов (так называемый, I корпус авиации). В июне 1918 года, когда корпус был вынужден сложить оружие, П. Абаканович приказал сжечь самолёты, чтобы они не были захвачены противником — немецкими войсками.
При попытке бежать во Францию был арестован большевиками, но освобождён при условии, что будет служить в авиации Красной Армии. Был включён в 1-ю авиационную эскадрилью РККА под командованием Алексея Ширинкина.
После того как эскадрилья была направлена на польский фронт, 1 мая 1920 года во время вылета на самолёте «Ньюпор 24бис» для разбрасывания листовок перелетел на сторону поляков и приземлился на военном аэродрому в районе города Борисова. Офицерский военный трибунал освободил его от обвинения в государственной измене и восстановил в звании полковника, тогда же он был отмечен «Полевым знаком пилота».
После этого с 1 июля 1921 по 1930 год служил в Воздушных силах Польши. Первоначально был инструктором по лётному делу в Познани и других польских городах. В 1922—1930 годах командовал 2-м, 4-м, 11-м и 5-м авиаполками. В 1930 году в связи с ухудшением здоровья, в результате двух авиакатастроф, переведён в резерв.
Во время Второй мировой войны оставался в Польше, под псевдонимами Барский, Грей, Грудзель, участвовал в подпольной деятельности Национальных вооружённых сил (NSZ). Был комендантом конспиративной военной организации округа NSZ Варшава. С октября 1944 г. — начальник Главного штаба NSZ, инспектор района Силезия.
В 1944—1945 г. — командующий округом Варшава-воеводство. Участник варшавского восстания 1944 года.
После войны продолжил борьбу с коммунистическим режимом Польши. В октябре 1945 года был арестован работниками министерства безопасности. В 1946 году был осуждён на смертную казнь, позже заменённую на пожизненное заключение. В 1947 году попал под амнистию, однако был отправлен на принудительное поселение во Вронки сроком на 15 лет.
Умер 1 июня 1948 года от побоев охранника.
В 1991 году его прах был торжественно перенесён на варшавское кладбище Воинское Повонзки.

## Награды
- Крест Virtuti Militari (1921)
- Национальный крест вооружённой борьбы (посмертно)